# Canon EOS R5
- Canon EOS R5 Mark II
Le Canon EOS R5 est un appareil photographique hybride destiné aux professionnels, fabriqué par le constructeur japonais Canon. Il est sorti le 30 juillet 2020.
Ses caractéristiques principales sont un capteur plein format 24 × 36 mm de 45 millions de pixels, un mode rafale jusqu'à 20 images par seconde, une prise de vues en vidéo pouvant atteindre une définition de 8K sur 12 bits (premier hybride à atteindre cette définition) et une stabilisation d'image intégrée à l'appareil.

## Caractéristiques

### Système optique
- Monture à objectifs interchangeables (monture RF) (objectifs EF et EF-S compatibles via une bague d'adaptation EF-EOS R)
- Viseur électronique OLED 0,50" de 5,76 millions de points (1600 x 1200)
- Obturateur  : obturateur avec plan focal à commande électronique et fonction d'obturation électronique sur capteur à 30-1/8000 s (par paliers de 1/3 ou de 1/2), pose longue (plage totale)[2].
- Capteur CMOS avec filtre couleur primaire (RVB) de 36 × 24 mm (format 24 × 36), unité auto-nettoyante. Décentrement du capteur du stabilisateur d'image jusqu'à 8 vitesses.
- Sensibilité : 100-51 200 ISO automatique, 100-25 600 ISO (par paliers de 1/3 ou d'une valeur), extensible à 50-204 800 ISO.
- Coefficient de conversion des focales : 1× (égal à la focale de l'objectif monté)
- Définition : 45 millions de pixels (effectif), 47,1 millions de pixels (total)
- Ratio d'aspect : 3:2

### Système de prise de vue
- Mise au point : en 0,05 seconde[3], Autofocus Dual Pixel CMOS AF II, -6 à 20 IL (à 23 °C et ISO 100), Autofocus Servo One-Shot Autofocus AI Focus
- Autofocus : ? collimateurs autofocus : 5940 zones AF couvrant près de 100 % du cadre. Visage + suivi. 1053 zones AF disponibles lors de la sélection automatique Sélection manuelle : AF 1 collimateur (format modifiable) 5940 (photos) / 4500 (vidéos) positions AF disponibles Sélection manuelle : extension du collimateur AF aux 4 collimateurs (haut, bas, gauche, droite) Sélection manuelle : extension du collimateur AF aux 4 collimateurs, extension du collimateur AF 4 points (haut, bas, gauche, droite) Sélection manuelle : extension du collimateur AF aux collimateurs environnants Sélection manuelle : zone AF (tous les collimateurs AF répartis en 9 zones de mise au point) Sélection manuelle : zone large AF (vertical) Sélection manuelle : zone large AF (horizontale).
- Mesure lumière : TTL à pleine ouverture sur mesure sur 384 zones. (1) Mesure évaluative (couplée à tous les collimateurs AF) (2) Mesure sélective (env. 6,1 % du viseur au centre) (3) Mesure spot : mesure spot au centre (env. 3,1 % du viseur au centre) Mesure spot liée au collimateur AF non fournie (4) Mesure moyenne à prépondérance centrale.
  - Plage de mesure de luminosité : -3 à 20 IL (à 23 °C, ISO 100, avec mesure évaluative)
- Balance des blancs : Balance des blancs auto, AWB (priorité ambiance / priorité blanc), ±3 niveaux, par paliers d'un niveau 3, 2, 5 ou 7 images « bracketées » par déclenchement de l'obturateur. Réglage bleu/ambre ou magenta/vert sélectionnable.
- Modes : Auto+, programme d'exposition automatique, Tv (priorité à la vitesse), Av (priorité à l'ouverture), M (manuel), personnalisé (x3)
- Mode rafale : 20 im./s (vitesse d'obturation électronique maintenue pour 350 images JPEG ou 180 images RAW) ou 12 im./s (vitesse d'obturation mécanique).
- Mesure flash : Flash auto E-TTL II, manuel, ±3 IL par paliers de 1/2 ou de 1/3

### Gestion d’images
- Processeur d'images DIGIC X ? bits
- Matrice couleur : sRGB et Adobe RGB
- Système de création d'images HDR
- Enregistrement : 
  - Modes d’enregistrement (RAW/JPEG) :

  - Enregistrement vidéo :
    - 8K/30 fps (8K RAW DCI) (17:9) 8192 × 4320 (env. 29,97 / 25, 24 ou 23,98 im./s.) intratrame, débit : 2600 Mbit/s.
    - UHD 8K (16:9) 7680 × 4320 (env. 29,97 / 25 ou 23,98 im./s.)
    - 4K/120 fps (DCI 4K)
    - 4K/60 fps avec une couverture de 64 %
    - 4K/30 fps avec une couverture de 100 % (sans recadrage), interpolé à partir de la résolution 7K
    - 1080P/120fps
- Extraction d'images : JPEG (35,4 millions de pixels des vidéos DCI 8K, 33,2 millions de pixels des vidéos UHD 8K, 8,8 millions de pixels des vidéos DCI 4K, 8,3 millions de pixels des vidéos UHD 4K).

### Boîtier
- Dimensions : 138,5 × 97,5 × 88 mm
- Masse : 738 g
- Étanchéité : Étanche à la poussière et à l'humidité.
- Environnement d'utilisation : 1 à 40°C, 85 % d'humidité max.
- Affichage : Écran LCD 8,01 cm (3,15"), env. 2,1 millions de points (couverture 100 %), angle de vue 170° (horizontal/vertical), traitement anti-trace et verre renforcé.

### Connectivité
- Alimentation : Accumulateur lithium-ion LP-E6NH (incluse)/LP-E6N (autonomie : avec LCD : env. 490 clichés (à 23°C) ou 470 (à 0°C), avec viseur env. 320 clichés (à 23°C) ou 310 (à 0°C)), optionnel : batterie grip BG-R10, récepteur GPS GP-E2.
- Communication :
  - Connecteur USB-C Gen 2 USB 3.1
  - Wi-Fi (IEEE802.11a/b/g/n/AC) (5 GHz/2,4 GHz).
  - Bluetooth 4.225 ; fonctionnalités prises en charge : EOS Utility, smartphone, transfert sur image.canon, impression sans fil, FTP, FTPS.
- Son : le Canon EOS R5 dispose d'un microphone stéréo DM-E1 / DM-E100 + sortie micro HDMI (type D, entrée microphone externe/ Line In (mini-prise stéréo), prise casque (mini-prise stéréo), terminal de type N3 (récepteur de télécommande), prise de synchronisation du flash.